# Ricki Lamie
Ricki Lamie (Shotts, 20 giugno 1993) è un calciatore scozzese, difensore del Ross County.

## Carriera
Ha giocato nella prima divisione scozzese.

## Palmarès

### Club

#### Competizioni nazionali
- Scottish League One: 1

Greenock Morton: 2014-2015